# 関西サッカーリーグ (U-15)サンライズリーグ
高円宮杯U-15 関西サンライズリーグ（たかまどのみやはい U-15 (アンダー15) サンライズリーグ）は、関西サッカー協会主催で開催される第3種年代（中学生）のサッカーのリーグ戦である｡また、2019年度より2部制に変更された。

## 概要
関西サッカー協会主催で2009年から開催されている。初年度の参加チームは関西サッカー協会推薦により関西地区のJリーグクラブのアカデミー4チームと関西2府4県の協会推薦の6チームであった。出場12チームには日本クラブユースサッカー選手権 (U-15)大会関西大会及び高円宮杯 JFA 全日本U-15サッカー選手権大会関西大会の出場権が与えられる。
2011年より上位2チームに高円宮杯本大会への出場権が与えられることになった。

## 歴代優勝チーム
※2019年以降は1部優勝チーム
- 2009年 ： セレッソ大阪西U-15
- 2010年 ： ガンバ大阪ジュニアユース
- 2011年 ： ガンバ大阪ジュニアユース
- 2012年 ： ガンバ大阪ジュニアユース
- 2013年 ： ガンバ大阪ジュニアユース
- 2014年 ： セレッソ大阪U-15
- 2015年 ： 京都サンガF.C. U-15
- 2016年 ： ガンバ大阪ジュニアユース
- 2017年 ： ヴィッセル神戸U-15
- 2018年 ： ガンバ大阪大阪ジュニアユース
- 2019年 ： ヴィッセル神戸U-15(1部)
- 2020年 ： セレッソ大阪西U-15
- 2021年 ： ヴィッセル神戸U-15(1部)
- 2022年 ： ヴィッセル神戸U-15(1部)

## 2022年度の参加チーム(1部)
- 京都府
  - 京都サンガF.C. U-15
- 大阪府
  - ガンバ大阪ジュニアユース
  - ガンバ大阪門真ジュニアユース
  - セレッソ大阪U-15
  - セレッソ大阪西U-15
  - RIP ACE SC
  - 大阪市ジュネッツ
  - 柏田SC
  - 千里丘FC
- 兵庫県
  - ヴィッセル神戸U-15
- 奈良県
  - ディアブロッサ高田FC U-15
  - 奈良YMCA
- 滋賀県
  - MIOびわこ滋賀U-15

## 2022年度の参加チーム(2部)
- FCフレスカ神戸
- サルパFC
- 高槻ジーグFC
- ソレステレージャ奈良2002
- 宇治FC
- セレッソ大阪和歌山U-15
- 伊丹FC
- ヴィッセル神戸伊丹U-15
- カナリーニョFCリオ
- IRIS生野
- バンディエラA.F.C.
- vervento京都